# Francis Wayland senior

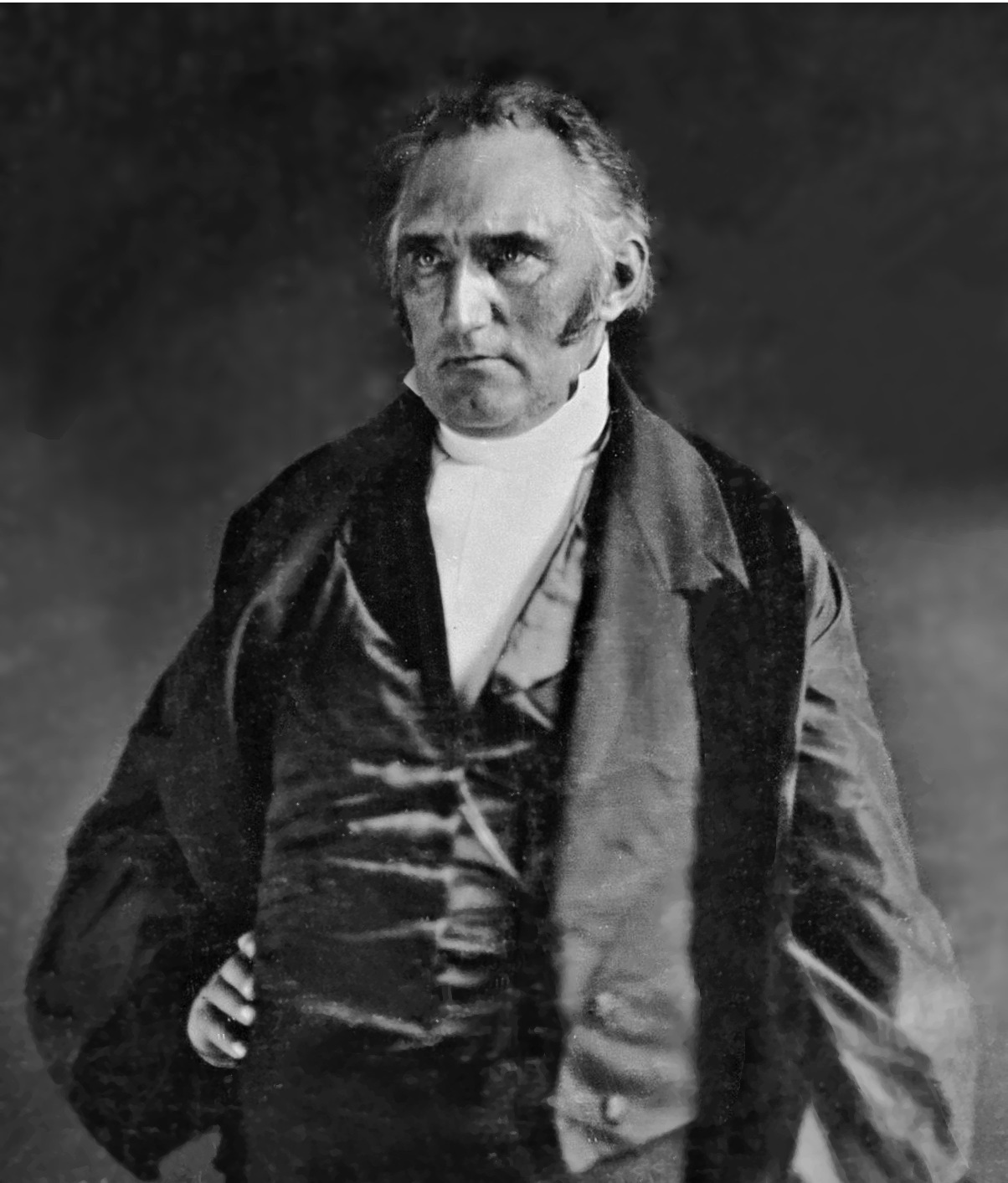
Francis Wayland

Francis Wayland (* 11. März 1796 in New York City; † 30. September 1865 in Providence, Rhode Island) war ein US-amerikanischer Geistlicher und Präsident der Brown University.

## Leben
Francis Wayland absolvierte das Union College in Schenectady und studierte Medizin bei dem Arzt Ely Burritt in Troy und in New York City, bevor er zur Theologie wechselte und das Andover Theological Seminary besuchte. Aus finanziellen Gründen musste er dies abbrechen und war ab 1817 Tutor am Union College. 1821 wurde er Pastor der First Baptist Church of Boston und 1826 ging er als Professor für Naturphilosophie zurück ans Union College. Von 1827 bis 1855 war er als Nachfolger von Asa Messer Präsident der Brown University. Danach war er ein Jahr Pastor der First Baptist Church in Providence.
Er veröffentlichte Bücher über Ethik, Philosophie und Ökonomie. Er war aktiv in öffentlichen Angelegenheiten wie Bibliothekswesen, Schul- und Gefängnisreform, Anti-Sklaverei-Bewegung und der Abstinenzler-Bewegung.
Seine beiden Söhne veröffentlichten seine Biographie. Sein Sohn Francis war Politiker.
1830 wurde Wayland mit der Aufnahme in die American Academy of Arts and Sciences geehrt.

## Schriften (Auswahl)
- Elements of Moral Science (1835)
- Elements of Political Economy (1837)
- The Limitations of Human Responsibility (1838)
- Domestic Slavery Considered as a Scriptural Institution (1845)
- Memoirs of Harriet Ware (1850)
- Memoirs of Adoniram Judson (1853)
- Elements of Intellectual Philosophy (1854)
- Notes on the Principles and Practices of Baptist Churches (1857)
- Letters on the Ministry of the Gospel (1863)
- Memoir of Thomas Chalmers (1864)